# 国民議会 (フランス革命)
フランス革命期の国民議会（こくみんぎかい、フランス語: Assemblée nationale）は、1789年6月17日に全国三部会の第三身分議員が組織した革命議会である。1789年7月9日に憲法制定国民議会（フランス語: Assemblée nationale constituante）と改称した後（1791年9月30日に立法議会に取って代わられるまで）はその略称となった。

## 背景
フランスの財政危機に対処するため、1789年5月5日に全国三部会が召集されたが、すぐに議決方法をめぐる紛糾が生じた。三部会は第一身分（聖職者）、第二身分（貴族）、第三身分（平民、ただし実際に代表されたのは市民階級）の三身分 (état) の代表者から成る身分制議会であり、この日の召集で第三身分は議員の倍増を認められたが（慣例的には各身分の議員は同数であった）、1789年5月5日の開会冒頭にすべての票決が議員数ではなく身分別で行われることを知らされ、議員の倍増によって数の力を得られるものではないことがわかった。第三身分議員はこれに反対し、三部会から分離して会合するようになった。
身分間の交渉が続いたが決裂し、5月28日に第三身分議員が単独で会合し始め、自らをコミューン（Communes）と称して三部会から独立した権力の誇示を進めた。6月13日から徐々に貴族の一部と聖職者の大多数が合流し、6月17日に自らを国民議会と称するようになった。

## 議会の開催
創設されたばかりの国民議会は資本家（国債の発行に必要な信用を得るため）と庶民に接近した。まず、国民議会は公債を整理するとともに既存の課税はすべて違法に強要されたものであると宣言し、ただ国民議会の開催中に限り暫定的に従前通りの課税を承認すると決議した。これが資本家の信頼を得るところとなり、資本家は国民議会の存続に強い関心を寄せるようになった。また、国民議会は庶民のために生存に関する委員会を設置して食糧不足に取り組んだ。

## 国王の抵抗
ルイ16世に仕える財務長官ジャック・ネッケルは、国王が親臨会議（Séance Royale）を開いて身分間対立の仲裁を図ることを早くから進言していた。国王はこれに同意したが、三身分のいずれに対しても親臨会議開催決定の正式な通知はなく、親臨会議開催まですべての審議が停止されることとなった。
ネッケルはいくつかの点でコミューンに譲歩しつつその余は断固として譲らないなどの策を練っていたが、廷臣の影響下に置かれたルイ16世はもはやネッケルの忠告に耳を貸さなくなり、国民議会の決議を破棄し、身分別審議を命じ、三部会の再開を通じた改革を指示するなどの決心を固めた。6月19日、ルイ16世は三部会会場（Salle des États、国民議会の議場）の閉鎖を命じ、数日間マルリー城に滞在して勅語の準備をした。

## 球戯場の誓い
6月20日朝、議場への扉が施錠され、兵士に警護されているのを見つけて驚いた議員らは、国王によるクーデターが今にも起ころうとしているという脅威を感じ、ヴェルサイユ宮殿に隣接する室内球戯場（テニスコート）に集合して「王国の憲法が制定され、強固な基盤の上に確立されるまでは、決して解散せず、四方の状況に応じていかなる場所でも会議を開く」と厳粛に誓い合った。国王による禁止命令を無視して憲法制定まで会議を開き続けるという誓いには、ただ1人の議員が辞退したのを除き576人の議員が署名した。この誓いは革命的行動であるとともに政治的権威が国王ではなく国民とその代表者に由来することの宣言でもあった。

## 対立と承認
2日後、球戯場の使用も禁止された国民議会がサン・ルイ教会で会議を開いたところ、聖職者議員の大多数が合流し、旧体制を持ち直す試みは事態の加速を招いただけとなった。6月23日、国王は満を持して三身分に勅語を述べたが、冷ややかな沈黙で迎えられることとなり、全員に解散を命じて会議を終えた。貴族と聖職者がこれに従ったのに対し、平民議員は黙って座り続けていたところ、オノーレ・ミラボーが「軍隊が議会を包囲している！どこに国民の敵がいるのか？ここにカティリナがいるのか？私は、諸君が自らの尊厳と立法権にかけて自らなした誓いを守ることを求める。憲法を制定するまで解散してはならない」と短く演説して沈黙を破り、議員らは立場を貫いた。
当日、ネッケルは国王側に姿を現さなかったためにかえって人目を引くこととなり、ルイ16世の不興を買ったが、国民議会の知遇を得るところとなった。サン・ルイ教会で国民議会に合流した聖職者は国民議会にとどまり、オルレアン公爵をはじめとする47人の貴族もほどなく合流した。フランス軍がパリやヴェルサイユの周辺に押し寄せ始め、軍によるカウンタークーデターの可能性も浮上していたが、6月27日までには国王側も屈服した。
6月23日の親臨会議 (fr:séance royale du 23 juin 1789) において、国王は欽定憲章（Charte octroyée、一種の欽定憲法）を発布し、慣習に従い三身分が三部会を形成し身分別審議を行う権利を確認していたが、無駄であった。国王の要請で、最後まで合流しなかった貴族議員の一部も国民議会へ合流した。ここに三部会は幕を閉じ、身分別に選出された議員をそのまま引き継ぐ形で国民議会（1789年7月9日に憲法制定国民議会と改称）に移行したのである。

## 改組
パリなどフランス各地からは国民議会を支援する声が寄せられた。1789年7月9日、国民議会は憲法制定国民議会に改組し、丁重だが断固たる調子で国王に撤兵を要求したが（今やフランス兵よりも忠誠心の強い外国人傭兵が含まれていた）、ルイ16世は兵隊の要否を判断できるのは自分ひとりであるとして、予防策として兵隊を厳重に配備すると言明した。一方でルイ16世はノワイヨンかソワソンへ国民議会を移転することを提案した。これは2つの軍の中間地点に国民議会を置くことで、パリ民衆からの支援を絶つことを意味する。同軍の駐留に対する民衆の怒りはバスティーユ襲撃を引き起こし、革命の端緒となった。

## 人権宣言
1789年8月、国民議会は人間と市民の権利の宣言を起草、制定した。同宣言は「人間は生れながらにして自由かつ平等である」（第1条）と定め、平等および不可譲の権利は全フランス市民に保障され、いかなる政府の行為または法律からも保護されるとうたっていた。同宣言が国民議会で可決されると、フランス植民地帝国一帯で、フランス市民に仲間入りし、同権を享受しようとする闘争が起こった。その最たるものがサン＝ドマング（ハイチ）の有色人種 (gens de couleur) による市民権の要求で、これが退けられたことがハイチ革命に結実した。